# Mutengene
Mutengene é uma cidade dos Camarões localizada na província de Sudoeste.